# ستيفاني (ممثلة)
ستيفاني (بالإنجليزية: Stephanie)‏ هي مغنية وممثلة أمريكية، ولدت في 5 أغسطس 1987 في لوس أنجلوس في الولايات المتحدة.

## وصلات خارجية
- ستيفاني (ممثلة) على موقع IMDb (الإنجليزية)
- ستيفاني (ممثلة) على موقع ميوزك برينز (الإنجليزية)
- ستيفاني (ممثلة) على موقع ديسكوغز (الإنجليزية)
- ستيفاني (ممثلة) على موقع قاعدة بيانات الفيلم (الإنجليزية)
- ستيفاني (ممثلة) على موقع ليتربوكسد (الإنجليزية)
- ستيفاني (ممثلة) على موقع كينوبويسك (الروسية)
- ستيفاني (ممثلة) على موقع ANN person (الإنجليزية)